# 三次元女友
《三次元女友》為那波麿於創作的日本漫畫作品，由講談社發行的雜誌《The Dessert》2011年9月號至2016年7月號進行連載，全12冊。2019年2月單行本紙本與電子書總計銷售150萬冊。
2017年11月決定改編為電視動畫，2018年3月確定4月3日於日本電視台播出。2018年6月20日宣佈電視動畫第二期於2019年1月8日深夜時段起日本電視台播出。

## 故事簡介
筒井光是個喜歡動畫與遊戲的御宅族，某天因為遲到而和五十嵐色葉一起打掃游泳池，後來光被色葉告白後，兩人開始交往，但這時色葉卻向光說兩人的交往期限只有半年。

## 登場角色

### 主要角色
筒井光（聲：上西哲平）
作品主角，高中三年級生，被色葉稱為「筒子」，喜歡動畫與遊戲，最愛的作品是《魔法少女蝦夷道》，被色葉告白後，因為傳言而認為色葉只是想戲弄他，但聽到色葉的真正的心意後，才接受色葉的告白，兩人因此交往，交往過程中還與色葉兩人獨自去了兩天一夜的旅行並買了一對的吊飾當作紀念，當兩人交往的時間即將到了要結束的時候，色葉才向光坦承說出實話為什只能交往半年的原因，因為自己得了腦瘤，即將出國去洛杉磯動手術，就算手術成功，但是可能關於他和色葉自身以前所有的記憶也都會消失，7年過去，到了25歲這一年，大學畢業後順利進入了一流企業上班，人際關係也提升了許多與以前也大不相同了，動畫結局再次與千夏相遇，此時千夏正好要帶著色葉來與他相見，但是光看到的是已經想不起以前的記憶的色葉，當色葉問到他「可以告訴我你的名字嗎」時，光本來打算就這樣放掉他們曾交往過的回憶並且一走了之，但是色葉看到了他身上也有與她相同的吊飾，並攔下了光，色葉就拿出了7年前他們還交往時曾經買下的成對的吊飾逼問他，光才坦然說出他們曾經交往過的總總回憶，之後到了參加亞梨紗和高梨的婚禮之時，隨著色葉與亞梨紗、伊東、高梨等人相見後，與他們相關的記憶也漸漸被喚起，並且一一認出他們，在亞梨紗和高梨婚禮結束後的夜晚，對著色葉說出「我一直覺得只要妳能活著就好了，但是可以的話，要是還有記憶那就太好了，如果，就算沒有了記憶，我想再次讓妳喜歡上我就好了」，色葉則回答他「就算記憶沒有了，也一定會喜歡上你的」，光並且請求她不要去洛杉磯，不要離開他身邊，兩人擁抱在一起後，光終於叫出了「色葉」兩個字，到了將與色葉結婚的婚禮上，只出現了兩人穿著新郎服和新娘服的背影，動畫到這就結束了。
五十嵐色葉（聲：芹澤優）
作品女主角，高中三年級生，因為有傳言是腳踏多條船，所以在同性中評價很差，也沒有啥朋友。
與光在因為遲到被罰掃泳池時第一次認識，後來向光告白，後來光因為傳言的關係以為色葉只是想戲弄他，但聽到色葉的真正的心意後，光才接受了，兩人因此交往，交往過程中還與光兩人獨自去了兩天一夜的旅行並買了一對的吊飾當作紀念，當兩人交往的時間即將到了要結束的時候，才與光坦承說出實話為什只能交往半年的原因，因為自己得了腦瘤，即將出國去洛杉磯動手術，就算手術成功，但是可能關於光和她自身以前所有的記憶也都會消失，7年過去，手術成功後，順利回到日本，但是已經沒有了任何7年前在日本的記憶了，動畫結局在與千夏的交談中，本打算之後要和千夏一起回洛杉磯，但是千夏卻說出其實最了解妳的人並不是我，並帶著色葉去見了光，但依然想不起來，當色葉問到光「可以告訴我你的名字嗎」時，光本來打算蒙混光去一走了之，但是色葉看到了光身上也有與她相同的吊飾，並攔下他，色葉就拿出了7年前他們還交往時曾經買下的成對的吊飾逼問光，光才坦然說出他們曾經交往過的總總回憶，色葉也才漸漸想起了他們交往時的總總回憶，之後到了參加亞梨紗和高梨的婚禮之時，在亞梨紗丟出捧花後，亞梨紗突然看見了她，並且亞梨紗衝上來擁抱了她，隨著光後與亞梨紗、伊東、高梨等人相見後，與他們相關的記憶也漸漸被喚起，並且一一認出他們，在亞梨紗和高梨婚禮結束後的夜晚，光對著她說出「我一直覺得只要妳能活著就好了，但是可以的話，要是還有記憶那就太好了，如果，就算沒有了記憶，我想再次讓妳喜歡上我就好了」，色葉則回答「就算記憶沒有了，也一定會喜歡上你的」，答應光不會去洛杉磯了，兩人擁抱在一起後，光終於叫出了「色葉」兩個字，到了將與光結婚的婚禮上，只出現了兩人穿著新郎服和新娘服的背影，動畫到這就結束了。
伊東悠人（聲：蒼井翔太）
光的好友兼同學，跟光同樣是御宅族，總是戴著貓耳。給予不擅長戀愛的光很多建議，對綾戶抱有好感，動畫第17集得到綾戶的答覆，兩人正式交往，7年過去，到了25歲這一年，已經成為了一名動畫設計師還有了屬於自己的動畫製作團隊，動畫結局到了參加亞梨紗和高梨的婚禮，在亞梨紗丟出捧花後也隨著亞梨紗之後看見了色葉，看到亞梨紗衝上前擁抱色葉後，也跟上前與色葉見面，色葉見到他後，稍微開始認出他了(似乎也知情了7年前色葉出國去洛杉磯動手術的事)，在婚禮結束後可以從亞梨紗與高梨的對話中得知不明原因綾戶與伊東已經分手，並且也剛結完婚(結婚對象並沒有被提起)，所以沒能來參加亞梨紗和高梨的婚禮，隨之到來的是參加光與色葉的婚禮，遇到同樣前來參加婚禮的綾戸後，伊東些許有些緊張顯露在表情上，當伊東問綾戸近來過得好嗎時，這時綾戸卻突然說出她已經離婚了的消息，讓他和亞梨紗及高梨三人驚訝不已。
石野亞梨紗（聲：津田美波）
光與悠人的同學，在被光找去作戀愛諮詢後開始跟光、色葉、悠人成為好友，多次對高梨說過類似告白了的話語，每一次都被高梨拒絕，但在總算在動畫第20集與高梨正式交往，7年過去，25歲這一年，與高梨發展順利並且懷上了高梨的孩子，動畫結局到了要與高梨結婚步入禮堂之時懷孕的肚子已經變大了，在丟出捧花後，突然看見了色葉，並且衝到色葉面前擁抱了她，既伊東後，也問到「還記得她嗎?」，色葉也認出她來並叫出她的名字(似乎也知情了7年前色葉出國去洛杉磯動手術的事)，婚禮結束後正式改名為高梨亞梨紗，隨後孩子也順利出生(似乎是一名男嬰)，到孩子稍微成長一點後，隨之到來的是參加光與色葉的婚禮，當伊東問到綾戸近來可好嗎之時，這時綾戶卻突然回應她已經離婚了的消息，讓她和高梨及伊東三人驚訝不已。
綾戶純惠（聲：上田麗奈）
光的學妹，高中一年級生，園藝社社員。也是御宅族，曾爱慕光，因為撿到他掉的雜誌而與光認識，後來向光告白但被拒絕而失戀，但在動畫第17集答覆伊東的告白，兩人正式交往，7年過去，不明原因與伊東分手，並且也結婚了(結婚對象並沒有被提起)，因為剛結完婚，所以沒能來參加亞梨紗和高梨的婚禮，隨後參加了光與色葉的婚禮，綾戸留了一身長髮出現，當伊東問到她近來可好嗎之時，這時她卻突然回應她已經離婚了的消息，讓伊東、亞梨紗和高梨三人驚訝不已。
高梨光也/高梨三矢（聲：寺島拓篤）
光的同級生，因為家裡是單親家庭的緣故，所以對於妹妹杏子的管教比較嚴厲了點，剛開始對色葉有好感，因此設計讓光被全校同學懷疑是蘿莉控，但最後失敗和阿筒化敵為友，多次被亞梨紗說類似告白了的話語，雖然多次都是拒絕，終於在動畫第20集與亞梨紗正式交往，7年過去，到了25歲這一年，與亞梨紗發展順利並且亞梨紗懷上了他的孩子，動畫結局到了要與亞梨紗結婚步入禮堂之時，當亞梨紗丟出捧花後，看到亞梨紗衝上前擁抱色葉後，也跟上前既伊東和亞梨紗後，第三問色葉「還記得他嗎?」的人(似乎也知情了7年前色葉出國去洛杉磯動手術的事)，婚禮結束後，隨後孩子也順利出生(似乎是一名男嬰)，到孩子稍微成長一點後，隨之到來的是參加光與色葉的婚禮，當伊東問到綾戸近來可好嗎之時，這時綾戶卻突然回應她已經離婚了的消息，讓他和亞梨紗及伊東三人驚訝不已。

### 其他角色
五十嵐千夏（聲：小林裕介）
色葉沒有血緣關係的弟弟。一直在國外留學，英語能力很好。從小就喜歡色葉，對看起來不可靠的筒井有不信任感，知道色葉要動手術的事。7年過去，與色葉一起回到日本，並帶回憶7年前她還在日本的一切，在來到她曾就讀的高中這時，再次與色葉告白，並提到我們沒有血緣關係，就算妳記憶失去了也無所謂，會一直陪在色葉身邊，動畫結局在與色葉的交談中，色葉本打算之後要和他一起回洛杉磯，但是千夏自己卻告訴了色葉其實最了解她的人並不是我，並帶著她去見了光後，就完成了他的使命，為了不讓色葉留下遺憾，隨之到來的是參加光與色葉的婚禮。
秋山麗子
高中三年級生，為三年B班，在學校選美比賽以少數票差贏過色葉，獲得競賽選美冠軍。
根尾芽衣子
與主角們是同個學校的學生，參與學校的選美比賽。
蝦夷道
是男主角最愛的作品《魔法少女蝦夷道》中的女主角。

### 主要角色的家人
筒井紀江（聲：橘U子）
光的母親，個性開朗，很擔心兒子光的未來，7年過去，動畫結局隨之到來的是參加自己的兒子與色葉的婚禮。
筒井薰（聲：青木志貴）
光的弟弟，优秀的小學生，討厭有御宅族興趣的哥哥，與杏子雙方互有好感，7年後已經上大學了，並搬出去自己一個人住，動畫結局到大學依然還是與青梅竹馬的杏子在一起。
筒井充
光的父親，是個很被動的人，7年過去，動畫結局隨之到來的是參加自己的兒子與色葉的婚禮。
高梨杏子
光也的妹妹，因為家裡是單親家庭的緣故，所以哥哥光也對於她的管教會比較嚴厲，與薰同為小學生及又是同班同学，與薰雙方互有好感，7年後已經上大學了，動畫結局到大學依然還是與青梅竹馬的薰在一起，隨之到來的是參加他哥哥與石野的婚禮。
高梨的母親
光也和杏子的母親，7年過去，兒子光也和媳婦亞梨紗也生下了一個孩子(似乎是孫子)，升格當奶奶。

## 出版書籍
| 冊數 | 講談社         | 講談社                 |
| 冊數 | 發售日期       | ISBN                   |
| ---- | -------------- | ---------------------- |
| 1    | 2011年12月13日 | ISBN 978-4-06-365675-6 |
| 2    | 2012年5月11日  | ISBN 978-4-06-365692-3 |
| 3    | 2012年9月13日  | ISBN 978-4-06-365705-0 |
| 4    | 2013年2月13日  | ISBN 978-4-06-365720-3 |
| 5    | 2013年7月12日  | ISBN 978-4-06-365736-4 |
| 6    | 2013年12月13日 | ISBN 978-4-06-365751-7 |
| 7    | 2014年5月13日  | ISBN 978-4-06-365769-2 |
| 8    | 2014年10月10日 | ISBN 978-4-06-365787-6 |
| 9    | 2015年3月13日  | ISBN 978-4-06-365807-1 |
| 10   | 2015年9月11日  | ISBN 978-4-06-365830-9 |
| 11   | 2016年2月12日  | ISBN 978-4-06-365853-8 |
| 12   | 2016年8月12日  | ISBN 978-4-06-365874-3 |

| 冊數 | 講談社         | 講談社                 | 東立出版社     | 東立出版社             |
| 冊數 | 發售日期       | ISBN                   | 發售日期       | ISBN                   |
| ---- | -------------- | ---------------------- | -------------- | ---------------------- |
| 1    | 2017年8月10日  | ISBN 978-4-06-365924-5 | 2018年4月30日  | ISBN 978-957-261-012-1 |
| 2    | 2017年8月10日  | ISBN 978-4-06-365925-2 | 2018年6月8日   | ISBN 978-957-261-013-8 |
| 3    | 2017年8月10日  | ISBN 978-4-06-365926-9 | 2018年7月9日   | ISBN 978-957-261-014-5 |
| 4    | 2017年9月13日  | ISBN 978-4-06-365927-6 | 2018年8月14日  | ISBN 978-957-261-015-2 |
| 5    | 2017年9月13日  | ISBN 978-4-06-365928-3 | 2018年9月10日  | ISBN 978-957-261-016-9 |
| 6    | 2017年9月13日  | ISBN 978-4-06-365929-0 | 2018年10月5日  | ISBN 978-957-261-017-6 |
| 7    | 2017年10月12日 | ISBN 978-4-06-365934-4 | 2018年11月23日 | ISBN 978-957-261-018-3 |
| 8    | 2017年10月12日 | ISBN 978-4-06-365935-1 | 2019年1月4日   | ISBN 978-957-261-019-0 |
| 9    | 2017年10月12日 | ISBN 978-4-06-365936-8 |                |                        |
| 10   | 2017年11月13日 | ISBN 978-4-06-510422-4 |                |                        |
| 11   | 2017年11月13日 | ISBN 978-4-06-510423-1 |                |                        |
| 12   | 2017年11月13日 | ISBN 978-4-06-510421-7 |                |                        |
| 13   | 2019年2月26日  | 電子書 限定番外編      |                |                        |

## 電視動畫
2018年4月3日於日本電視台的深夜動畫節目「AnichU」中播放。2019年1月放送第2期。

### 製作人員
- 原作：那波麿於[8]
- 監督：直谷隆（直谷たかし）[8]
- 系列構成：赤尾凸[8]
- 角色設計：栗田聰美[8]
- 道具設計：露﨑藍
- 美術監督：松宮正純
- 美術設定：小崎弘貴
- 色彩設計：長澤諒司
- 攝影監督：久野充博
- 剪輯：長谷川舞
- 音響監督：伊藤巧
- 音樂：Akiyoshi Yasuda
- 動畫製作：Hoods Entertainment[8]
- 製作：動畫「三次元女友 REAL GIRL」製作委員會

### 主題曲
第1期
片頭曲
作詞、作曲：岸田繁，編曲、主唱：團團轉樂團
片尾曲「HiDE the BLUE」
作詞：bear mints boyz，作曲：松隈健太，編曲：SCRAMBLES，主唱：BiSH
第2期
片頭曲「二人なら」
作詞：アイナ・ジ・エンド，作曲：松隈健太，編曲：SCRAMBLES，主唱：BiSH
片尾曲
（第1－11話）
作詞、作曲：山內總一郎，編曲、主唱：Fujifabric
（第12話）
作詞、作曲：岸田繁，編曲、主唱：團團轉樂團

### 各話列表
| 話數       | 日文標題 | 中文標題                             | 劇本     | 分鏡       | 演出       | 作畫監督                                                                            | 總作畫監督                            |
| 第1期      | 第1期    | 第1期                                | 第1期    | 第1期      | 第1期      | 第1期                                                                               | 第1期                                 |
| ---------- | -------- | ------------------------------------ | -------- | ---------- | ---------- | ----------------------------------------------------------------------------------- | ------------------------------------- |
| episode☆1  |          | 關於我和她相遇的那件事               | 赤尾凸   |            |            | 青野厚司                                                                            | 安田祥子                              |
| episode☆2  |          | 關於我處男之身遭遇危機的那件事       | 赤尾凸   | 寺東克己   | 淺見松雄   | 大塚八愛、關口雅浩 扇多惠子                                                         | 栗田聰美 鈴木理彩                     |
| episode☆3  |          | 關於我和現充遭遇彆扭的那件事         | 福田裕子 | 名村英敏   | 水本葉月   | 山村俊了、赤尾良太郎 森悅史、中島美子                                               | 安田祥子                              |
| episode☆4  |          | 關於我陰暗時期的那件事               | 富田賴子 | 西田正義   | 藤本義孝   | 飯塚葉子、野崎麗子 木下由美子、山村俊了                                             | 栗田聰美 櫻井正明                     |
| episode☆5  |          | 關於我計劃營造夏日回憶的那件事       | 富田賴子 | 西田正義   | 淺見松雄   | 青野厚司、服部益實 飯飼一幸、關口雅浩                                               | 安田祥子                              |
| episode☆6  |          | 關於我道歉方式的那件事               | 赤尾凸   | ABOUT17    | 佐佐木純人 | 櫻井木之實、Lee Jio Lee Juhyeon Seo Seunghye                                        | 栗田聰美                              |
| episode☆7  |          | 關於我和兩個女孩的那件事             | 福田裕子 | 山內重保   | 淺見松雄   | 大塚八愛、關口雅浩 中林蘭子、扇多惠子                                               | 安田祥子 栗田聰美 小美戶幸代          |
| episode☆8  |          | 關於野營對我來說是個高難度活動那件事 | 富田賴子 | 西田正義   | 好野良尚   | 青野厚司、服部益實 大塚八愛、關口雅浩 扇多惠子、飯塚葉子                            | 栗田聰美 櫻井正明 小美戶幸代          |
| episode☆9  |          | 關於我們擦肩而過的那件事             | 福田裕子 | 西田正義   | 淺見松雄   | 飯飼一幸、中島美子 齋藤香織、菊池一真 關口雅浩                                      | 安田祥子 櫻井正明 小美戶幸代          |
| episode☆10 |          | 關於我表白的那件事                   | 赤尾凸   | 西田正義   | 淺見松雄   | 大塚八愛、關口雅浩 扇多惠子                                                         | 栗田聰美 櫻井正明 小美戶幸代          |
| episode☆11 |          | 關於我在意好友戀情的那件事           | 赤尾凸   | 寺東克己   | 佐佐木純人 | 飯飼一幸、關口雅浩 扇多惠子、青野厚司 石本英治                                      | 安田祥子 櫻井正明 小美戶幸代          |
| episode☆12 |          | 關於我和她戀愛方式的那件事           | 赤尾凸   | 直谷       | 淺見松雄   | 青野厚司、山村俊了 服部益實、齋藤香織 菊池一真、優利動畫                            | 栗田聰美 小美戶幸代                   |
| 第2期      |          |                                      |          |            |            |                                                                                     |                                       |
| episode☆13 |          | 關於我們踏入現充世界的那件事。       | 赤尾凸   | 西田正義   | 淺見松雄   | 青野厚司、關口雅浩                                                                  | 安田祥子                              |
| episode☆14 |          | 關於文化節中重要角色的那件事         | 富田賴子 | 西田正義   | 淺見松雄   | 飯飼一幸、菊池一真                                                                  | 栗田聰美                              |
| episode☆15 |          | 關於家裡發生的意料之外的那件事       | 福田裕子 | 西田正義   | 佐佐木純人 | 青野厚司、大塚八愛 扇多惠子、關口雅浩                                               | 安田祥子                              |
| episode☆16 |          | 關於我父母的戀愛祕聞那件事           | 福田裕子 | 直谷たかし | 淺見松雄   | 飯飼一幸、關口雅浩                                                                  | 栗田聰美                              |
| episode☆17 |          | 關於綾戶的新煩惱事件                 | 富田賴子 | 西田正義   | 三好なお   | 服部益實、千葉啓太郎 中島美子、菊地一真                                             | 安田祥子 櫻井正明 小美戶幸代          |
| episode☆18 |          | 關於我的女性朋友·石野戀愛的那件事    | 赤尾凸   | 西田正義   | 淺見松雄   | 扇多惠子、關口雅浩 小美戶幸代                                                       | 栗田聰美                              |
| episode☆19 |          | 關於讓我煩惱的女友邀請的那件事       | 福田裕子 | 水本葉月   | 淺見松雄   | 青野厚司、飯飼一幸 大塚八愛、中林蘭子 山崎千繪、小美戶幸代                          | 安田祥子                              |
| episode☆20 |          | 關於算是我朋友的那傢伙的曖昧的那件事 | 富田賴子 | 直谷       | 淺見松雄   | 服部益實、關口雅浩 小美戶幸代                                                       | 栗田聡美                              |
| episode☆21 |          | 關於我高中階段的無悔選擇的那件事     | 福田裕子 | 西田正義   | 植田千湖   | 中島美子、山崎千繪 飯飼一幸、關口雅浩 扇多惠子、中林蘭子 Jang Hee kyu、Lim Keun soo | 安田祥子 櫻井正明 小美戸幸代          |
| episode☆22 |          | 關於我思考生命的神祕的那件事         | 赤尾凸   | 佐佐木純人 | 佐佐木純人 | 櫻井木之實、扇多惠子 中林蘭子                                                       | 栗田聰美 小美戶幸代                   |
| episode☆23 |          | 關於我與那傢伙最後的約定的那件事     | 赤尾凸   | 西田正義   | 三好       | 大塚八愛、青野厚司 扇多惠子、中林蘭子 關口雅浩                                      | 栗田聰美 安田祥子 小美戶幸代 櫻井正明 |
| episode☆24 |          | 關於我和那傢伙的未來那件事           | 赤尾凸   | 直谷       | 淺見松雄   | 栗田聰美                                                                            | 不適用                                |

### BD / DVD
| 卷數  | 發售日期      | 收錄話數        | 規格編號   | 規格編號   |
| 卷數  | 發售日期      | 收錄話數        | BD         | DVD        |
| 第1期 | 第1期         | 第1期           | 第1期      | 第1期      |
| ----- | ------------- | --------------- | ---------- | ---------- |
| 1     | 2018年6月27日 | 第1話 ~ 第3話   | VPXY-71619 | VPBY-14718 |
| 2     | 2018年7月25日 | 第4話 ~ 第6話   | VPXY-71620 | VPBY-14719 |
| 3     | 2018年8月29日 | 第7話 ~ 第9話   | VPXY-71621 | VPBY-14720 |
| 4     | 2018年9月26日 | 第10話 ~ 第12話 | VPXY-71622 | VPBY-14721 |
| 第2期 |               |                 |            |            |
| 5     | 2019年3月27日 | 第13話 ~ 第15話 | VPXY-71702 | VPBY-14819 |
| 6     | 2019年4月24日 | 第16話 ~ 第18話 | VPXY-71703 | VPBY-14820 |
| 7     | 2019年5月29日 | 第19話 ~ 第21話 | VPXY-71704 | VPBY-14821 |
| 8     | 2019年6月26日 | 第22話 ~ 第24話 | VPXY-71705 | VPBY-14822 |

### 播放電視台
第一季-日本地區於2018年4月3日至6月19日25時59分（UTC+9）於日本電視台首播。
第二季-日本地區於2019年1月8日起25時59分（UTC+9）於日本電視台首播。
香港於2018年9月18日傍晚8時起，於Animax台首播逢星期一二每次播放兩集。又在2019年5月22日傍晚8時起同頻道播放第二季，逢星期三連播兩集。

## 真人電影
2017年7月決定改編為真人電影。於2018年9月14日上映。

### 製作人員
- 導演：英勉（日语：英勉）
- 配給：日本華納家庭娛樂

### 演員
- 筒井光：佐野勇斗[17]
- 五十嵐色葉：中條彩未[17]
- 伊東悠人：優太朗
- 石野亞梨紗：恒松祐里
- 綾戶純惠：上白石萌歌
- 高梨三矢：清水尋也
- 筒井薰：荒木飛羽
- 筒井紀江：濱田麻里（日语：濱田マリ）
- 筒井充：竹內力（日语：竹内力）
- 間淵慎吾（間淵醫生）三浦貴大
- 蝦夷道（不是真人親自演出，是電影男主角筒井光喜愛的作品《魔法少女蝦夷道》中的女主角，以動畫角色的方式演出，與男主角對話） 聲優：神田沙也加
- 撞到的學生：鹽崎太智

## 外部連結
- 電視動畫「三次元女友 REAL GIRL」第二季官方網站（页面存档备份，存于）（日語）
- 動畫「三次元女友 REAL GIRL」第二季官方的X（前Twitter）（日語）
- 真人電影「三次元女友 REAL GIRL」官方網站（页面存档备份，存于）（日語）
- 真人電影「三次元女友 REAL GIRL」官方的X（前Twitter）（日語）